# Песни Умирающей Земли
«Песни Умирающей Земли» (англ. Songs of the Dying Earth) — название опубликованного в 2009 году сборника рассказов, написанных различными авторами в качестве трибьюта к серии книг Джека Вэнса из цикла «Умирающая Земля». Сборник включает вступление Дина Кунца, предисловие Джека Вэнса, и 22 истории. Каждая история включает предисловие с короткими биографическими данными об авторе, одну чёрно-белую иллюстрацию, и послесловие, отражающие мнение автора о книгах Джека Вэнса. В 2014 году сборник вышел на русском языке.

## Истинное вино Эрзуина Тейла
Автор Роберт Сильверберг. Пуилейн является наследником обширного поместья и коллекционером магических предметов. Постоянно пребывая в меланхолии, он посвящает свои дни сочинению печальных стихов и употреблению вина. Самым ценным вином в его коллекции является истинное вино Эрзуина Тейла, которое Пуилейн хранит до того дня, когда солнце погаснет. Три мошенника под видом почитателей стихов проникают в дом Пуилейна и с помощью магического зелья подчиняют его своей воле, затем забирают все самые ценные предметы. Уговорив грабителей попробовать истинное вино Эрзуина Тейла, Пуилейн просит их снять чары, чтобы он мог принести ценную бутылку. Алчные грабители попадают в ловушку и пьют вино, которое было отравленной подделкой, после чего погибают. Настоящее вино остаётся у Пуилейна, который продолжает ждать конца света, чтобы попробовать его.

## Гролион из Альмери
Автор Мэтью Хьюз. Кугель, скрываясь под именем Гролион, спасается от преследующего чудовища и прячется в особняке, окружённом магической защитой, которая не выпускает его обратно. Барьер может быть снят только при завершении магического узора, над которым работает проживающий в особняке Мастер. Кугель вынужден начать работать его помощником. Еду им доставляет Надзиратель, обладатель магического ножа, который позволяет отрезать куски мяса от огромного чудовища — стигля, плавающего в ином измерении. В ходе работы Кугель узнаёт, что нынешний Мастер убил предыдущего хозяина, настоящего владельца особняка. В итоге Кугель подчиняет себе Мастера и Надзирателя, и они с помощью идей Кугеля завершают работу над магическим узором в кратчайшие сроки. Узор открывает портал в Верхний Мир. Бывший хозяин особняка, всё это время прятавший свою духовную сущность в теле насекомых, проникает в портал. Из другого измерения появляется стигль и сражается с огромным деревом, питающимся живыми существами. По результатам сражения особняк и все ценности в нём уничтожены. Кугель находит старый свинцовый гроб и решает разрезать его на амулеты, чтобы продать на ярмарке и извлечь хоть какую-то выгоду из этого приключения. Таким образом, события рассказа непосредственно предшествуют новелле Вэнса «Глаза чужого мира».

## Дверь Копси
Автор Терри Доулинг. Волшебник Амберлин Малый находит в руинах особняка Эвнефеоса магическую дверь, ведущую в иное измерение. Его магические способности очень ограничены ввиду действия наложенного на него заклятия, из-за чего Амберлин постоянно путает слова в заклинаниях. Поэтому за дверью он надеется найти новые артефакты или магию, способную излечить его или увеличить способности. Амберлин проникает за дверь, но одновременно с ним проходят Сариманс и Тралкес — его давние соперники и намного более сильные маги. В другом измерении их встречает сам Эвнефеос, который немедленно заставляет всех троих участвовать в магическом состязании, по результатам которого только один сможет вернуться домой. Сариманс и Тралкес показывают могущественные и эффектные иллюзии, тогда как иллюзии Амберлина выглядят комично и нелепо из-за перепутанных слов. Тем не менее Эвнефеос объявляет, что именно необычные заклинания Амберлина наиболее соответствуют духу магии, и объявляет его победителем. Сариманс и Тралкес погибают, Амберлин возвращается домой с репутацией могущественного волшебника.

## Колк, охотник на ведьм
Автор Лиз Уилльямс. Мотт, ловец сов, обманом заставляет Колка, профессионального охотника на ведьм, работать на себя, и отправляет в далёкую местность с заданием поймать полусову-полуведьму. Прибыв на место, Колк сражается и убивает несколько обычных ведьм, затем находит сову-ведьму, которая ему нужна. Разговаривая с Колком, ведьма убеждает его не сражаться, и вместо этого снимает связывающее Колка заклятие и превращает его в человека-сову. Вернувшись в Альмери, Колк без труда расправляется с Моттом и решает основать гнездо ведьм в пустующем замке на берегу моря.

## Неизбежный
Автор Майк Резник. Данный рассказ является предысторией для рассказа «Лайан-странник» Джека Вэнса. Пелмундо безнадёжно влюбляется в Лит, золотую ведьму, и готов на всё, чтобы добиться её расположения. Он обращается за помощью к знакомому магу Амбассарио, но тот объясняет, что магия может подчинить тело, но в глубине души околдованная девушка будет ненавидеть его и покинет в тот же миг, когда чары рассеются. Пелмундо не согласен на это и спрашивает Лит, что он может сделать, чтобы добиться взаимности. Она просит его убить Грэба Неминуемого, обитающего в пустоши. Пелмундо вновь обращается за помощью к Амбассарио, но маг говорит что Грэб Неминуемый его слуга и запрещает Пелмундо сражаться с ним. Пелмундо всё равно решает поступить по-своему и идёт в пустошь. Во время разговора с Пелмундо Грэб Неминуемый случайно видит своё отражение и впервые осознаёт, как ужасно он выглядит. Он просит Пелмундо убить его, что тот и делает. Сразу после этого Пелмундо попадает под действие магии и сам превращается в такое же чудовище. Он идёт к Амбассарио, и тот говорит ему, что его новое имя теперь — Чун Неизбежный, и он обречён жить в пустоши и убивать странников, которых будет посылать ему Лит.

## Абризонде
Автор Уолтер Джон Уилльямс. Веспанус, студент-архитектор, прибывает в крепость Абризонде и оказывается заперт там двумя армиями, взявшими крепость в осаду. Веспанус вынужден помогать Амбиусу, командующему Абризонде, организовать оборону. Веспанус объединяет свои архитектурные способности и помощь своего медлинга и в итоге заставляет армии отступить. Амбиус погибает в бою, в результате чего Веспанус становится новым хозяином Абризонде.

## Традиции Каржа
Автор Паула Волски. Дядя Фарнола, наследника замка Карж, хочет приобщить его к семейной традиции магии. Поскольку Фарнол не проявляет ни малейшей склонности к этому, дядя обманом даёт ему яд, и у Фарнола есть только несколько дней чтобы выучить магическое заклинание, дающее доступ к противоядию. Фарнол отправляется к магу Тчеруку Вивисектору, который находит дефект в организме Фарнола, не позволяющий ему использовать заклинания. Чтобы исправить дефект Фарнол должен раздобыть особый камень из черепа пельграна. После целой серии приключений Фарнол наконец изучает нужное заклинание и исцеляется. Дядя Фарнола случайно погибает, но своей цели добивается — Фарнол действительно приобрёл интерес к магии и начинает её изучение.

## Последнее поручение Сарнода
Автор Джефф Вандермеер. Волшебник Сарнод отправляет двух своих слуг, Бесшумную Птаху и Т’сейс (не настоящая Т’сейс из рассказов Джека Вэнса, а её копия), в один из нижних миров на поиски своего брата и его любовницы, которых он туда сослал за предательство. Слуги исполняют поручение, но Т’сейс решает остаться в нижнем мире, поскольку влюбилась в капитана летающего корабля. Гандрил (брат Сарнода) и его любовница прибывают в мир умирающей земли, но не узнают Сарнода. Выясняется, что это — копия волшебника с ложной памятью. Вскоре прибывает настоящий Сарнод и решает уничтожить Гандрила и его любовницу. В ходе сражения лже-Сарнод нападает на настоящего Сарнода и убивает его, после чего превращается в огромную рыбу, из которой был сотворён. Гандрил и его любовница, а также Бесшумная Птаха, теперь свободны и могут делать что хотят.

## Зелёная птица
Автор Кейдж Бейкер. В наказание за преступление Кугеля бросают в пропасть с отвесными стенами, из которой нельзя выбраться. На дне пропасти образовалось целое сообщество из правонарушителей, и Кугель уговаривает их помочь ему в осуществлении плана побега, пообещав освободить всех. По итогам осуществления плана Кугель обманывает других заключённых и бежит один. Он отправляется в особняк, в котором живёт ценный волшебный попугай мага Дорателло, знающий многие заклинания, о чём Кугель узнал от одного заключённого. Кугель устраивается в дом прислугой и разрабатывает план похищения попугая. План успешно работает, однако в конце выясняется, что под обликом попугая скрывался сам Дорателло, а две сестры (владелицы особняка) на самом деле его волшебные попугаи. Дорателло уходит со своими птицами, наложив на Кугеля заклятие, лишающее разума.

## Последняя золотая нить
Автор Филлис Эйзенштейн. Боск, наследник успешного бизнеса по выращиванию грибов, убегает из дома чтобы поступить учеником к магу Туржану. В пути он встречает ведьму Лит, которая соблазняет его стандартным рассказом об украденных золотых нитях и Чуне Неминуемом. После обучения у Туржана Боск использует магию чтобы наладить отправку грибов отца в дальние регионы и развить бизнес. Он узнаёт что последняя золотая нить, нужная Лит, находится у предводителя твк-людей, и выторговывает её в обмен на долю в бизнесе. Боск вручает нить Лит, которая заканчивает волшебный гобелен и отправляется в свой мир. Боск следует за ней и обнаруживает, что волшебная страна Лит покинута и она одна. Тем не менее Лит решает остаться там и прогоняет Боска обратно. Портал в мир Лит закрывается.

## Происшествие в Усквоске
Автор Элизабет Мун. Петри — гном, скрывающийся под обликом мальчишки, чтобы избежать общественных предубеждений против гномов. Он работает в конюшне при гостинице за еду. Однажды в гостиницу прибывают погонщики с гигантскими тараканами для участия в тараканьих бегах. Петри попадает в неприятность и вынужден работать на начальника стражи. Чтобы помочь одному из гигантских тараканов выиграть, Петри похищает насекомых-чистильщиков с таракана и переносит на другого. План работает, начальник стражи зарабатывает деньги на ставках, а хозяин гостиницы разорён. Поскольку стражник даёт понять, что Петри и в будущем будет работать на него, он бежит из города устроиться шутом к герцогу.

## Манифест Сильгармо
Автор Люциус Шепард. Рассказ хронологически следует после новеллы Вэнса «Сага о Кугеле». Тьяго (брат Кугеля) и Дерве Корим объединяются, чтобы найти Кугеля и свести с ним счёты. Сам Кугель в это время завладевает картой, ведущей к волшебной башне, позволяющей пережить приближающийся конец света (время наступления которого рассчитано в «манифесте Сильгармо»). После ряда приключений Тьяго и Дерве Корим попадают в башню и сталкиваются с Кугелем. Во время поединка новая любовница Кугеля спасает его ценой своей жизни и он использует волшебную сферу для переноса в неизвестное место. Конец света не наступил, судьба Кугеля неизвестна, Тьяго и Дерве Корим вдвоём покидают башню.

## остальные истории
- «Плачевно Комическая Трагедия (или Смешная Трагикомедия) Ликсаля Лакави» — Тэд Уильямс
- «Гайял Куратор» — Джон Райт
- «Добрый Волшебник» — Глен Кук
- «Возвращение Огненной Ведьмы» — Элизабет Хенд
- «Коллегия Магов» — Байрон Тетрик
- «Эвилло Бесхитростный» — Танит Ли
- «Указующий нос Ульфанта Бандероза» — Дэн Симмонс
- «Шляпа из лягушачьей кожи» — Говард Уолдроп
- «Ночь в доме у озера» — Джордж Р. Р. Мартин
- «Заклинание безразличия» — Нейл Гейман